# 拉阿塞韦达
拉阿塞韦达，是西班牙马德里自治区的一个市镇。总面积22平方公里，总人口51人（2001年），人口密度2人/平方公里。